# Little Berkhamsted
Little Berkhamsted est une paroisse civile et un village du Hertfordshire, en Angleterre.